# Neochanna heleios
Neochanna heleios är en fiskart som beskrevs av Ling och Dianne M. Gleeson 2001. Neochanna heleios ingår i släktet Neochanna och familjen Galaxiidae. Inga underarter finns listade i Catalogue of Life.